# Gabeca Pallavolo Spa
Gabeca Pallavolo Spa é um clube profissional de voleibol italiano sediado em Monza. Fundada em Carpenedolo em 1975, foi transferido para o Montichiari, em 1986, mudando seu nome Società Pallavolo Montichiari e em 2004 assumiu seu nome atual em 2009 e se mudou de sua casa para jogar em Monza con o nome de patrocinadores de Acqua Paradiso Monza Brianza.